# Segelfluggelände Eßweiler

i7
i11
i13
Das Segelfluggelände Eßweiler liegt in der Gemeinde Eßweiler im Landkreis Kusel in Rheinland-Pfalz, etwa 1,5 km nordöstlich von Eßweiler.

## Flugbetrieb
Das Segelfluggelände ist mit einer 1000 m langen und 30 m breiten Start- und Landebahn aus Gras (Richtung 05/23) ausgestattet. Die Start- und Landebahn weist von Südwesten nach Nordosten einen Höhenunterschied von etwa 50 m auf. Daher dürfen Landungen nur in Richtung 05 durchgeführt werden.
Das Segelfluggelände besitzt eine Betriebszulassung für Segelflugzeuge, Motorsegler und Ultraleichtflugzeuge. Der Start von Segelflugzeugen erfolgt per Windenstart oder Flugzeugschlepp. Flugzeugschleppstarts dürfen nur in Richtung 23 durchgeführt werden.
Das Segelfluggelände hat keine festgelegten Betriebszeiten (PPR). Der Halter und Betreiber des Segelfluggeländes ist der Luftsportverein Eßweiler e. V.

## Geschichte
Vom 2. September 2019 bis zum 21. Dezember 2020 war der Rettungshubschrauber Christoph 66 der ADAC Luftrettung am Segelfluggelände Eßweiler stationiert. Er wurde danach an den Flugplatz Imsweiler verlegt. Er flog im ersten Jahr 1519 Einsätze.

## Zwischenfälle
Am 1. Juli 2001 kam ein Segelflugzeug bei der Landung zu weit und kollidierte hinter dem Pistenende mit Bäumen. Der Pilot wurde schwer verletzt. Das Segelflugzeug wurde komplett zerstört.